# Comuna Kordelivka, Kalînivka
Kordelivka (în ucraineană Корделівка) este o comună în raionul Kalînivka, regiunea Vinnița, Ucraina, formată din satele Kordelivka (reședința) și Zahrebelnea.

## Demografie
Componența lingvistică a satului Kordelivka
     Ucraineană (97,53%)
     Rusă (2,13%)
     Alte limbi (0,06%)
Conform recensământului din 2001, majoritatea populației satului Kordelivka era vorbitoare de ucraineană (97,53%), existând în minoritate și vorbitori de rusă (2,13%).